# El uso pacífico de la energía atómica
Die friedliche Nutzung der Atomenergie (en castellano: el uso pacífico de la energía atómica) es un mural realizado por Josep Renau en la República Democrática Alemana. La obra defiende la emancipación de la humanidad por la vía de dominar las fuerzas energéticas de la naturaleza.
El mayo del 1959, Renau recibe el primer encargo de pintura mural a la RDA, denominado La conquista del Sol. Estaba previsto que fuera acompañado de un segundo mural, Los elementos, pero finalmente el primero se canceló y el segundo nunca se realizó.  Una década después, el 1969, se le encargó un trabajo para el edificio de industria electrónica de Berlín-Adlershof, y Renau recuperó el proyecto abortado.